# 基隆市中山區中山國民小學
25°08′46″N 121°44′10″E / 25.146186°N 121.736107°E
基隆市中山區中山國民小學（簡稱中山國小）為臺灣基隆市中山區的一所國民小學，位在龍鳳山山腰處，其源自1937年設立的「寶公學校昭和分教場」。

## 校史
中山國小原本是當地聚落的國語講習所，在1937年4月1日改為「寶公學校昭和分教場」，在1939年4月1日獨立為「昭和公學校」。1941年4月1日，學校改制為「昭和國民學校」，此時的地址為臺北州基隆市大正町60番地。在二戰期間，昭和國民學校在基隆大空襲中嚴重損毀。
二戰後，由於校舍損毀，加上日人學童為主的仙洞國民學校因日人準備遣返，昭和國民學校於是遷到仙洞國民學校，在1946年8月改為基隆市中山區「中山第一國民學校」，在1947年月2日改為「中山國民學校」。後因居仁里一帶的學童通學不便，於是當局決定重建昭和國民學校。學校興建工程在1950年1月動工，4月完工，定名為「中山第一國民學校」，為於仙洞的中山國民學校則改為「中山第二國民學校」。在1952年2月改稱「中山國民學校」；同年9月，原隸屬安樂國民學校的「大竿林分校」（今中和國小）改隸中山國校。1954年3月，設立「虎仔山分校」（今港西國小）。1968年8月1日，因九年國民教育實施而改稱「中山國民小學」。

## 歷任校長
日治時期
1. 新安治（原任寶公學校訓導）

戰後
1. 曾顯林：1950年8月
2. 陳曉嵐：1952年9月
3. 李寶福：1958年8月
4. 李詩禎：1962年10月
5. 金文心：1965年5月
6. 李聯灼：1978年2月
7. 朱可亭：1987年2月
8. 王承貴：1992年9月
9. 陳國庸先生：1998年2月
10. 林秀容女士：2001年8月
11. 孫火亮先生：2005年8月
12. 許萬華先生：2008年8月
13. 詹黃鎧先生：2014年8月
14. 劉汶琪小姐：2021年8月（現任）